# Songo-Doubacoré
Songo-Doubacoré is een gemeente (commune) in de regio Sikasso in Mali. De gemeente telt 14.800 inwoners (2009).
De gemeente bestaat uit de volgende plaatsen:
- Basso
- Daboni
- Datien
- Kalanga
- Kokan
- Koré
- Noupesso
- Oula (hoofdplaats)
- Zangosso
- Zièrè